# Severin Jensen
Severin Jensen (* 1723 in Kopenhagen; † nach 1809 wohl in Mitau oder Italien) war ein dänischstämmiger Architekt. Ab 1772 war er Hofarchitekt beim Herzog Peter von Kurland im Herzogtum Kurland und Semgallen und ab 1796 kurländischer Gouvernements-Architekt.

## Leben und Werk
Über Jensens Ausbildung ist nichts bekannt. Nach 1751 war er unter Luigi Vanvitelli am Bau des Palazzo Reale in Caserta beteiligt. Vermutlich 1764 kam er nach Kurland; Anfang 1766 trat er als Bauconducteur in den Dienst von Herzog Ernst Johann von Biron.
Jensen unterstützte ab 1764 Bartolomeo Francesco Rastrelli beim Bau von Schloss Rundāle in Lettland sowie bei Schloss Jelgava in der kurländischen Hauptstadt Jelgava. Nach dem Tod Rastrellis 1772 wurde Jensen dessen Nachfolger als Hofarchitekt.
Von 1773 bis 1775 baute Severin Jensen in Jelgava das Witwenpalais der Zarin Anna Iwanowna zur Academia Petrina um. Der Ort hatte durch deren Hofhaltung eine gewisse Bedeutung erlangt. Die Academia Petrina war die älteste höhere Bildungseinrichtung in Lettland. 1803 zog er nach Italien.
Jensens Arbeiten „zählen zu den wichtigsten Beispielen frühklassizistischer Architektur im mittleren Baltikum“.

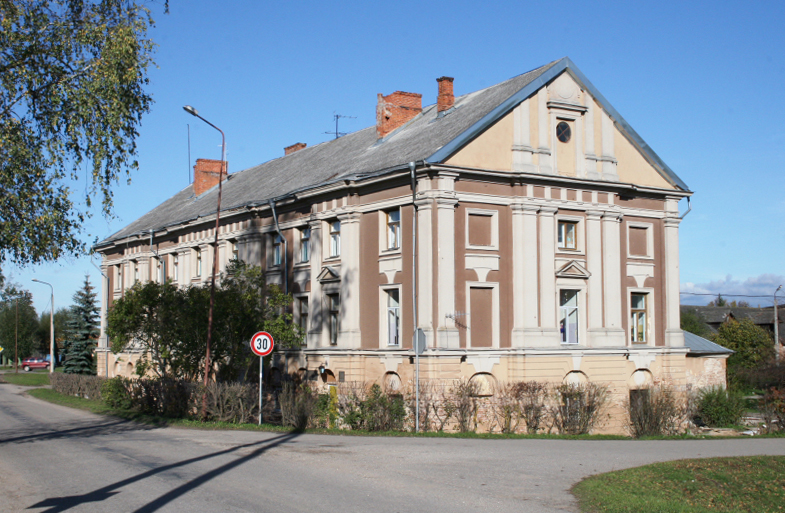
Kroņvircavas (Kron-Würzau), Kavaliershaus (1769)
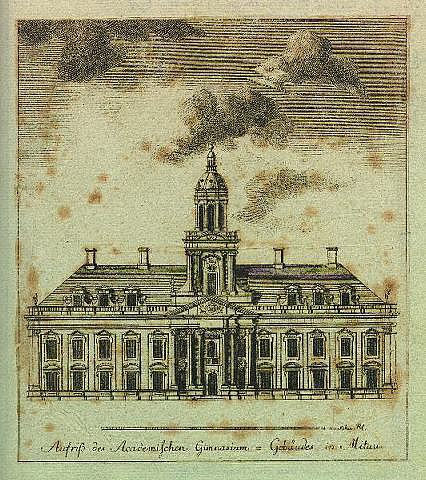
Academia Petrina-Projekt (1774)
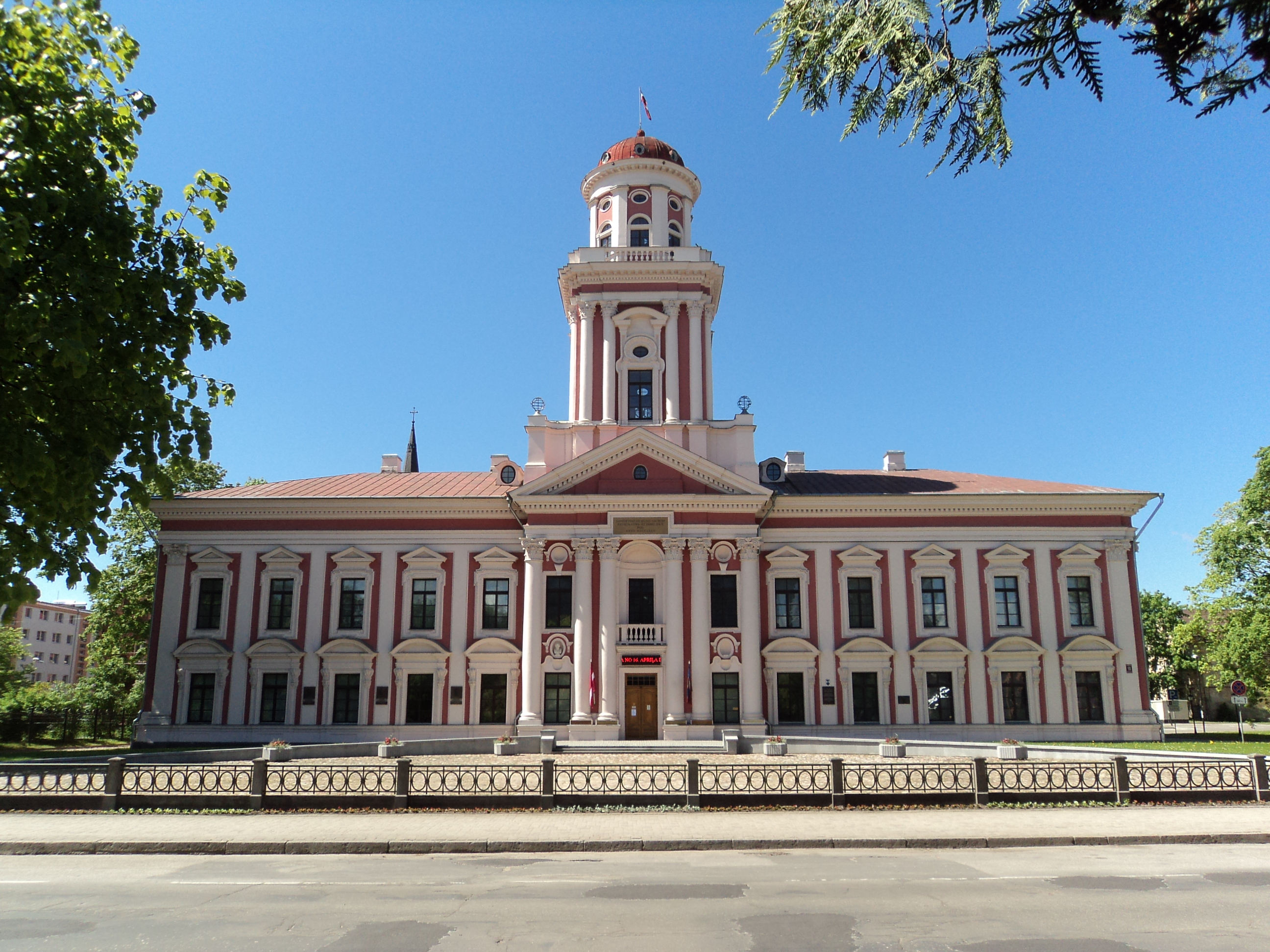
Academia Petrina – heutiges Gebäude